# Гродно (Великопольское воеводство)
Гро́дно — деревня в гмине Злотув Злотувского повета Великопольского воеводства в западной части центральной Польши.